# Sprawa tajnych więzień CIA w Europie
Tajne więzienia CIA – więzienia CIA, znajdujące się poza USA, w tym również w Polsce, służące do bezpodstawnego i nielegalnego przetrzymywania osób podejrzanych przez rząd USA o terroryzm.
Sprawa zaczęła się od artykułu Dany Priest w Washington Post, w której został opisany system tajnych więzień CIA i oskarżyła niewymienione z nazwy „kraje wschodnioeuropejskie” o goszczenie nielegalnych więzień. Jednocześnie gazeta przyznała, że kraje te pozostały anonimowe na skutek nacisków ze strony Białego Domu. Następnego dnia Tom Malinowski z nowojorskiego oddziału Human Rights Watch ogłosił, że tymi krajami są Polska i Rumunia. Sprawa tajnych więzień była szeroko komentowana przez polskie i zagraniczne media.

## Śledztwo Rady Europy
4 listopada 2005 roku przewodniczący Zgromadzenia Parlamentarnego Rady Europy René van der Linden ogłosił, że zgromadzenie spróbuje wyjaśnić sprawę. 7 listopada szwajcarski senator i były prokurator Dick Marty został mianowany szefem komisji mającej wyjaśnić zarzuty. 25 listopada Marty ogłosił, że będzie próbował zweryfikować zarzuty m.in. przez porównanie obrazów satelitarnych z okresu działalności rzekomych więzień z Centrum Satelitarnego UE, jak również szczegóły lotów, które miało wykonywać CIA z europejskiej agencji kierowania ruchem lotniczym Eurocontrol.
24 stycznia 2006 roku w raporcie ze śledztwa stwierdził, że jest mało prawdopodobne, by rządy europejskie nie wiedziały o nielegalnej działalności CIA w Europie. Ogłosił także, że uzyskał wszystkie dane, o które prosił z europejskiego centrum satelitarnego i lotniczego. 7 czerwca 2006 roku ogłosił ostateczny raport ze śledztwa, w którym twierdzi, że zdemaskował światową pajęczynę, która służyła CIA do sekretnego i nielegalnego przewożenia i przetrzymywania więźniów podejrzanych o terroryzm.
Według nowego raportu Rady Europy, CIA miała w latach 2003–2005 tajne więzienia w Polsce i Rumunii, w których przetrzymywano osoby podejrzane o terroryzm. Rzecznik polskiego MSZ twierdził, że nie było tajnych baz w Polsce. Rzecznik koordynatora do spraw służb specjalnych twierdził, że polskie władze nie chcą komentować raportu przed jego oficjalną publikacją.

## Śledztwo Parlamentu Europejskiego
Również Parlament Europejski w 2007 roku postanowił zająć się tą sprawą. Powołano w tym celu komisję tymczasową do zbadania sprawy rzekomego wykorzystania krajów europejskich przez CIA do transportu i nielegalnego przetrzymywania więźniów. Przed komisją zeznawała pełnomocniczka lotniska Mariola Przewłocka, która potwierdziła, że w Szymanach (woj. warmińsko-mazurskie) lądowały samoloty.

## Sprawa udziału Polski
Jednym z przetrzymywanych miał być Chalid Szejk Mohammed, uważany za głównego organizatora zamachu na World Trade Center. Podczas pobytu w Polsce został ok. 180 razy poddany torturze polegającej na kontrolowanym topieniu (ang. waterboarding). Przesłuchania miał prowadzić były specjalista CIA od karteli narkotykowych Deuce Martinez.

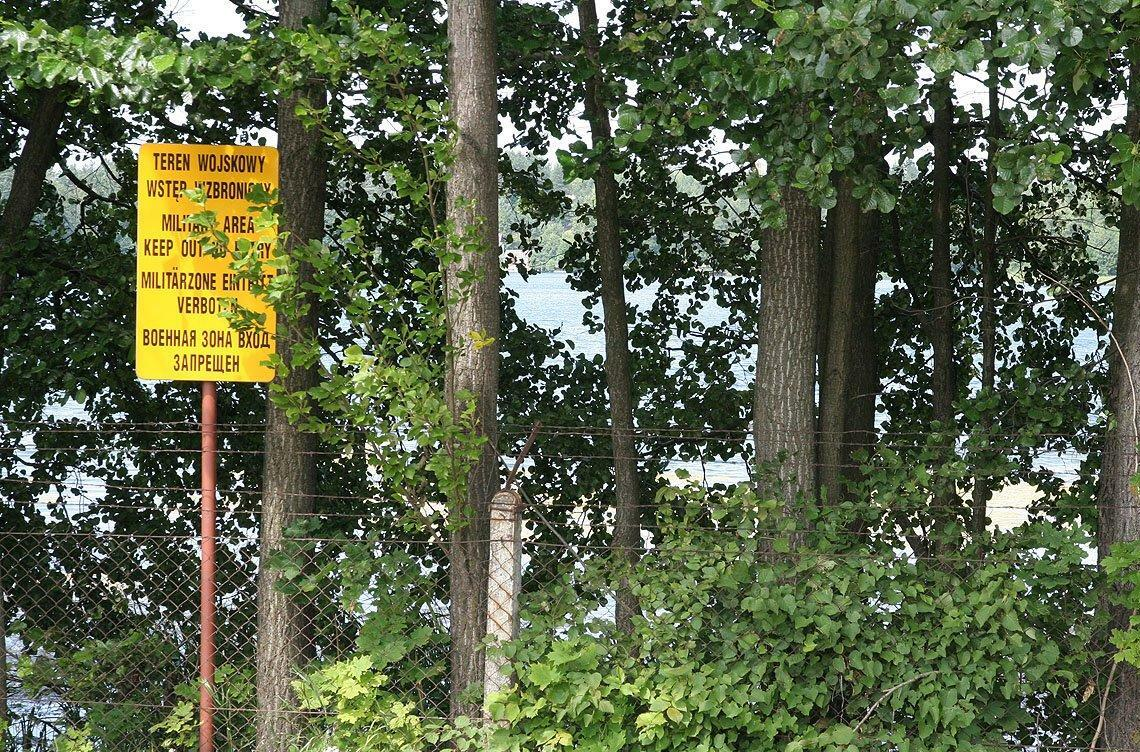
Teren Ośrodka Szkolenia Agencji Wywiadu w Starych Kiejkutach

Według brytyjskiej organizacji Reprieve oraz na podstawie materiałów sądowych z pozwu o zapłatę wniesionego przez Richmor Aviation i SportsFlight, loty te były organizowane przez amerykańską firmę Dyncorp z siedzibą w Wirginii, która później połączyła się z Computer Sciences Corporation.
Niektóre media ogłosiły, że są w posiadaniu dowodów lądowania amerykańskich samolotów, m.in. wykazu operacji startów i lądowań na lotnisku w Szymanach i książki ruchowej lotniska w Szymanach z lat 2002 i 2003. Obaj prezesi firmy zarządzającej lotniskiem w Szymanach, Jerzy Kos i Tomasz M. Starowieyski, mają powiązania z amerykańskimi służbami specjalnymi.
Rząd Kazimierza Marcinkiewicza oficjalnie zaprzeczał istnieniu takich nielegalnych więzień łamiących Konstytucję RP i prawa człowieka (Prezes Rady Ministrów Kazimierz Marcinkiewicz utrzymał klauzulę ściśle tajne na informacje o tej sprawie). Śledztwo prokuratury w Szczytnie w sprawie utrudniania odprawy celnej przez lądujące w Szymanach samoloty zostało umorzone. Nieoficjalnie dlatego, że nie zwolniono urzędników z tajemnicy.

### Potwierdzenie istnienia więzienia
Według Gazety Wyborczej były prezydent Aleksander Kwaśniewski potwierdził ich istnienie w wywiadzie dla „Gazety Wyborczej” w 2012. W wywiadzie miał stwierdzić, że wszystko działo się za moją wiedzą. Prezydent i premier (wówczas Leszek Miller) godzili się na współpracę wywiadowczą z Amerykanami (...)”. Do sprawy więzień nawiązał ponownie w rozmowie dla TVN24 z 30 stycznia 2014. Zaprzeczył tym razem ich istnieniu, przyznając jednak, że baza w Kiejkutach została czasowo udostępniona amerykańskim służbom specjalnym. Dopytywany, zaznaczył, że nie wie, co działo się na jej terenie. „Odpowiedzialność za to, co było wewnątrz bazy ponosi strona amerykańska”.
W 2014 r. Janusz Zemke, wiceminister obrony narodowej w rządzie Leszka Millera, przyznał, że polskie władze w 2002 udostępniły ośrodek w Kiejkutach CIA, jednakże zaprzeczył, że wiedziały one o odbywających się tam torturach więźniów. Wskazał on ponadto na okoliczność, że kiedy polskie władze zaczęły podejrzewać, że Amerykanie robią tam rzeczy, na które Polska nie ma wpływu, doprowadziły one do tego, że już w 2003 CIA przestała korzystać z ośrodka w Kiejkutach.
Europejski Trybunał Praw Człowieka w Strasburgu odrzucił wniosek Rady Ministrów kierowanej przez Donalda Tuska o utajnienie rozprawy w tej sprawie, zaplanowanej na 3 grudnia 2013.

### Polskie śledztwo
W marcu 2008 roku Prokuratura Okręgowa w Warszawie wszczęła postępowanie, przekazane następnie do Biura ds. Przestępczości Zorganizowanej Prokuratury Krajowej, dotyczące podejrzenia popełnienia przestępstwa w związku z działalnością CIA na terenie Polski.
Prokuratura zdecydowała się w 2012 r. postawić zarzut byłemu szefowi wywiadu Zbigniewowi Siemiątkowskiemu, twierdząc, że wspólnie i w porozumieniu z innymi osobami złamał konwencję genewską o traktowaniu jeńców wojennych. Wówczas jednak ówczesny prokurator generalny Andrzej Seremet sprawę przeniósł do Krakowa. Tam, po niemal dziewięciu latach, prokurator Janusz Śliwa 30 listopada 2020 r. wycofał zarzut i umorzył postępowanie.

## Wyrok Europejskiego Trybunału Praw Człowieka w Strasburgu
24 lipca 2014 roku ogłoszono wyrok Europejskiego Trybunału Praw Człowieka w sprawie tajnych więzień CIA w Polsce. Rozpatrując skargę Palestyńczyka Abu Zubajdy i Saudyjczyka Abd ar-Rahima an-Nasziriego, którzy mieli być przetrzymywani i torturowani w tajnym więzieniu w Starych Kiejkutach, Trybunał stwierdził, opierając się na zeznaniach świadków, ekspertów i dowodach pochodzących z kilku międzynarodowych dochodzeń, że zarzuty skarżących dotyczące ich przetrzymywania na terenie Polski, zostały udowodnione.